# Vesicomyidae
Vesicomyidae zijn een familie van tweekleppigen uit de orde Veneroida.

## Taxonomie
De volgende geslachten zijn bij de familie ingedeeld:
- Abyssogena Krylova, Sahling & R. Janssen, 2010[1]
- Akebiconcha Kuroda, 1943
- Archivesica Dall, 1908
- Austrogena Krylova, Sellanes, F. Valdés & D'Elía, 2014
- Callogonia Dall, 1889
- Calyptogena Dall, 1891
- Christineconcha Krylova & Cosel, 2011
- † Cytherocardia Sacco, 1900
- Ectenagena Woodring, 1938
- Elenaconcha Cosel & Olu, 2009
- † Hubertschenckia Takeda, 1953
- Isorropodon Sturany, 1896
- † Notocalyptogena Amano, Saether, Little & K.A. Campbell, 2014
- Phreagena Woodring, 1938
- † Pleurophopsis van Winkle, 1919
- Pliocardia Woodring, 1925
- Vesicomya Dall, 1886
- Waisiuconcha Beets, 1942
- Wareniconcha Cosel & Olu, 2009